# International Federation of Liberal Youth
IFLRY of de International Federation of Liberal Youth is een wereldwijde koepelorganisatie van liberale politieke jongerenorganisaties. Zij is opgericht in 1947. In Nederland zijn de Jonge Democraten en de JOVD lid van IFLRY. Ook de Europese koepel LYMEC is aangesloten bij IFLRY, dat op haar beurt lid is van de Liberale Internationale. De huidige voorzitter is Bram Roodhart van de Jongerenorganisatie voor Vrijheid en Democratie (JOVD). Verder is Tirza Drent namens de Jonge Democraten Secretaris-Generaal van IFLRY. Sam Hudis is de huidige penningmeester van de Federatie namens The Young Democrats of USA